# Thiratoscirtus iyomii
Thiratoscirtus iyomii — вид аранеоморфних павуків родини павуків-стрибунів (Salticidae). Описаний у 2024 році.

## Поширення
Ендемік Демократичної Республіки Конго. Відомий з однієї самиці та одного самця, що зібрані в лісовій підстилці в національному парку Салонга.

## Назва
Назва виду iyomii вшановує Ійомі, напівлегендарного вождя та військового ватажка поселення Монкото, якому приписували різні дива, зокрема він пішки перетнув річку Ієнге.

## Опис
Панцир голотипного самця має розміри 1,82 на 1,48 мм і черевце 1,48 на 1,08 мм, панцир паратипної самиці має розміри 1,60 на 1,26 мм і черевце 1,58 на 1,38 мм.